# Ovčjak (razločitev)
Ovčjak je (mikro)toponim kakor tudi hidronim

## vAvstrijioz. na avstrijskemKoroškemoz. najužnem Koroškem
Ovčjak, nem. Eibelhof, je naselje oz. nekdanja gosposka koseškega izvora v občinah Štalenska gora in Pokrče na levem bregu reke Krke na Celovškem polju. Koordinati: 46°40′19′′44 N 14°26′24′′39 E  {{koordinate DMS|46|40|19.44|N/S|14|26|24.39|E/W|}} na nadmorski višini 466 m. Ledinsko ime ob domačiji oz. nekdanji gosposki je "Pri grofovem mlinu" oz. v po katastrskem zapisu "per grovou Mlin".

## vSloveniji
Ovčjak je potok, ki svoje vode nabira v hribovju vzhodno od Ljubljane, v okolici vasi Janče. Izliva se v potok Lutnik, ki se vzhodno od vasi Podgrad kot desni pritok izliva v reko Savo. 
- Geopedia.si: Ovčjak (razločitev)